# Adolf-von-Elm-Hof (Eißendorf)

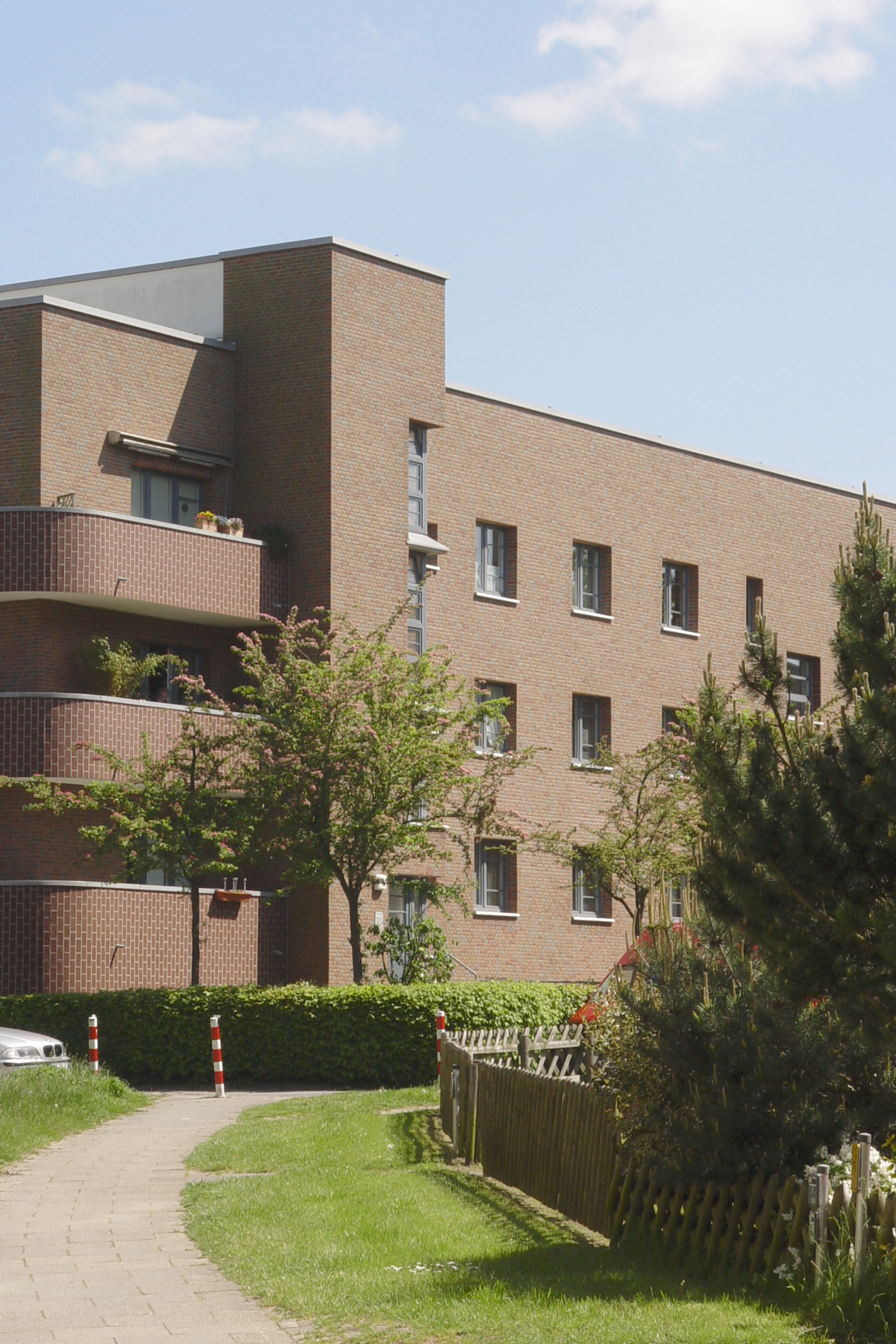
Adolf-von-Elm-Hof Nr. 5

Der Adolf-von-Elm-Hof ist eine Straße im Hamburger Stadtteil Eißendorf, die zusammen mit der Mehringstraße einen denkmalgeschützten Gebäudekomplex aus den Jahren 1928/1929 umfasst, der ebenfalls Adolf-von-Elm-Hof genannt wird. Das Ensemble (Denkmalliste Nr. 31208) beinhaltet die Gebäude Adolf-von-Elm-Hof 1 bis 12 sowie Mehringweg 1 bis 19 (nur ungerade Nummern), die in der Liste der Kulturdenkmäler in Hamburg-Eißendorf einzeln dargestellt werden. Entworfen wurden die Bauten von Willy Berg und Max Paasche für die Baugenossenschaft „Wohnungskultur“. Der Gesamteindruck der Anlage ist mittlerweile durch eine Außendämmung mit Klinker-Imitat deutlich verändert, sowohl in der Materialwirkung als auch durch die nun erheblich tieferen Fensternischen.
Ein Foto aus der Vorkriegszeit zeigt einen weiteren, heute nicht mehr existierenden Gebäuderiegel im gleichen Stil, der westlich im Bereich der heutigen Gebäude Femerlingstraße 22, 24, 26 und 28 lag. Die in diesem Bild zu sehenden Fahnenmasten auf den nördlichen Kopfbauten sind ebenfalls nicht mehr vorhanden.
Der Eißendorfer Adolf-von-Elm-Hof wurde wie der ebenfalls im roten Klinker gehaltenen Adolf-von-Elm-Hof im Hamburger Stadtteil Barmbek-Nord nach Adolph von Elm benannt.